# Kongens Lyngby Provsti
Kongens Lyngby Provsti er et provsti i Helsingør Stift. Provstiet ligger i Lyngby-Taarbæk Kommune.
Kongens Lyngby Provsti består af 6 sogne med 6 kirker, fordelt på 6 pastorater.

## Pastorater
| Pastorater i Kongens Lyngby Provsti | Pastorater i Kongens Lyngby Provsti | Pastorater i Kongens Lyngby Provsti |
| ----------------------------------- | ----------------------------------- | ----------------------------------- |
| Christians Pastorat                 | Kongens Lyngby Pastorat             | Lundtofte Pastorat                  |
| Sorgenfri Pastorat                  | Taarbæk Pastorat                    | Virum Pastorat                      |

## Sogne
| Sogne i Kongens Lyngby Provsti | Sogne i Kongens Lyngby Provsti | Sogne i Kongens Lyngby Provsti |
| ------------------------------ | ------------------------------ | ------------------------------ |
| Christians Sogn                | Kongens Lyngby Sogn            | Lundtofte Sogn                 |
| Sorgenfri Sogn                 | Taarbæk Sogn                   | Virum Sogn                     |